# Сурконты
Сурконты (бел. Сурканты, пол. Surkonty) — деревня в Вороновском районе Гродненской области. Сурконты входят в состав Больтишского сельсовета.

## История
21 августа 1944 года в деревне состоялась битва между батальоном НКВД и партизанским отрядом армии Крайовой под руководством Мацея Каленковича «Котвич», который в ней погиб. Похороны погибших польских военнослужащих, из-за страха местных жителей перед советами, произошли не на местном кладбище, а на поле, возле кладбища повстанцев 1863 года, с участием местного священника (литовской национальности). Местные жители не допустили запахать могилу для колхоза. 8 сентября 1991 года были открыты воинские могилы польских солдат. Надписи на крестах сделаны по-польски, но власти не согласилась написать, против кого воевали убитые.

## Население
- 1999 год — 48 человек
- 2010 год — 23 человека
- 2013 год — 33 человека